# 1811年の相撲
1811年の相撲（1811ねんのすもう）は、1811年の相撲関係のできごとについて述べる。

## できごと
雷電為右衛門が、2月場所全休を最後に現役引退。

## 興行
- 2月場所（江戸相撲）[1]
  - 興行場所:三王御旅所茅場町薬師境内
  - 2月25日（旧2月3日）より晴天10日間興行
- 7月場所（大坂相撲）[1]
  - 興行場所:難波新地
- 11月場所（江戸相撲）[2]
  - 興行場所::本所回向院
  - 12月22日（旧11月7日）より晴天10日間興行